# جيمي بورشل
جيمي بورشل (بالإنجليزية: Jamie Burchell)‏ مواليد 15 نوفمبر 1979 في وستر، هو لاعب كرة سلة إنجليزي سابق. لعب مع فريق بليموث رايدرز في دوري كرة السلة البريطاني.